# Joe L. Smith
Joseph Luther „Joe“ Smith (* 22. Mai 1880 in Glen Daniel, Raleigh County, West Virginia; † 23. August 1962 in Beckley, West Virginia) war ein US-amerikanischer Politiker. Zwischen 1929 und 1945 vertrat er den sechsten Wahlbezirk des Bundesstaates West Virginia im US-Repräsentantenhaus.

## Werdegang
Joe Smith besuchte sowohl öffentliche als auch private Schulen. Später stieg er in das Zeitungsgeschäft ein. Er war bis 1911 Verleger und Herausgeber der Zeitung Raleigh Register, die in Beckley erschien. Außerdem stieg er in das Immobilien- und Bankgeschäft ein.
Politisch war er Mitglied der Demokratischen Partei. Zwischen 1904 und 1929 war er Bürgermeister von Beckley; zwischen 1909 und 1913 gehörte er dem Senat von West Virginia an. Bei den Kongresswahlen des Jahres 1928 wurde Smith im sechsten Distrikt von West Virginia in das US-Repräsentantenhaus in Washington, D.C. gewählt. Dort trat er am 4. März 1929 die Nachfolge des Republikaners Edward T. England an. Nach sieben Wiederwahlen konnte Joe Smith bis zum 3. Januar 1945 insgesamt acht Legislaturperioden im Kongress absolvieren. In diese Zeit fielen die Weltwirtschaftskrise, die Aufhebung des Prohibitionsgesetzes, die New-Deal-Gesetzgebung und der Zweite Weltkrieg. Seit 1931 war Smith Vorsitzender des Bergbauausschusses.
1944 verzichtete Smith auf eine weitere Kandidatur. In den folgenden Jahren arbeitete er im Bankgeschäft. Er starb am 23. August 1962. Sein Sohn Hulett (1918–2012) amtierte von 1965 bis 1969 als Gouverneur von West Virginia.